# Signum (särmärke)
Ett signum är på svenska en kort kombination av siffror och/eller bokstäver som identifierar eller klassificerar en bok eller ett föremål. Ett signum är antingen unikt för ett föremål, till exempel för runinskrifter, eller betecknar en kategori av föremål, till exempel böcker med samma ämne i vissa system av bibliotekssignum. Signum har också den allmänna betydelsen ”karakteristiskt, kännetecknande eller typiskt drag”.